# يوليوس فون بوس
يوليوس فون بوس (بالألمانية: Julius von Bose)‏ هو عسكري ألماني، ولد في 12 سبتمبر 1809 في زانغرهاوزن في ألمانيا، وتوفي في 22 يوليو 1894 في Hasserode ‏ في ألمانيا.